# Епархия Риу-Гранди
Епархия Риу-Гранди (лат. Dioecesis Rivograndensis) — епархия Римско-католической церкви c центром в городе Риу-Гранди, Бразилия. Епархия Риу-Гранди входит в митрополия Риу-Гранди. Кафедральным собором епархии Риу-Гранди является собор святого Петра.

## История
27 мая 1971 года Римский папа Павел VI издал буллу Cum Christus, которой учредил епархию Риу-Гранди, выделив её из епархии Пелотаса. В этот же день епархия Пелотаса вошла в митрополию Порту-Алегри.
13 апреля 2011 года епархия Риу-Гранди вошла в митрополию Пелотаса.

## Ординарии епархии
- епископ Frederico Didonet (14.07.1971 — 8.08.1986);
- епископ José Mário Stroeher (8.08.1986 — по настоящее время).

## Источник
- Annuario Pontificio, Ватикан, 2007